# Операция «Морские брызги»
Операция «Морские брызги» (англ. Operation Sea-Spray) — секретный биологический эксперимент ВМС США 1950 года, в ходе которого патогенные бактерии Serratia marcescens и Bacillus globigii были распылены над районом залива Сан-Франциско в Калифорнии, с целью определить, насколько уязвим такой крупный город, как Сан-Франциско, для атаки с применением биологического оружия.

## Военные испытания
С 20 по 27 сентября 1950 ВМС США с корабля выпустили два типа бактерий у берегов Сан-Франциско. Основываясь на результатах мониторинга специального оборудования, расставленного в 43 точках по всему городу, армия определила, что примерно 800 000 жителей Сан-Франциско получили дозу, составляющую не менее 5 000 частиц бактерий. Это соответствует пределу инфекционности сибирской язвы.

## Болезни
11 октября 1950 года одиннадцать жителей обратились в Стэнфордскую больницу в Сан-Франциско с очень редкими серьёзными инфекциями мочевыводящих путей. Хотя десять человек выздоровели, один из пациентов, Эдвард Дж. Невин (англ. Edward J. Nevin), недавно перенёсший простатэктомию, умер через три недели от заражения, поразившего его сердечный клапан. Воспаление мочевыводящих путей было настолько необычным, что врачи из Стэнфорда написали о нём статью для медицинского журнала. Ни одна из других больниц города не сообщила о подобных всплесках заболеваемости, и у всех 11 жертв инфекция длительное время оставалась даже после медицинских процедур, из-за чего многие предполагали, что источник заражения находился или переместился внутрь больницы. Случаи пневмонии в Сан-Франциско также увеличились после того, как была выпущена Serratia marcescens, хотя причинно-следственная связь между этими событиями до сих пор окончательно не установлена. Данная бактерия (Serratia marcescens) также была объединена с фенолом и имитатором сибирской язвы и распылена на юге Дорсета американскими и британскими военными учёными в рамках экспериментов DISE, которые проводились с 1971 по 1975 годы.
Не было никаких доказательств того, что армия предупредила органы здравоохранения о том, что в регионе будут проводиться какие-либо испытания, теоретически способные навредить самочувствию граждан. Позже врачи задались вопросом, может ли эксперимент быть причиной инфекций сердечных клапанов, активно распространившихся примерно в то же время, а также причиной других серьёзных заболеваний, наблюдаемых, например, среди потребителей внутривенных наркотиков в 1960-х и 1970-х годах.

## Слушания в подкомитете Сената
В 1977 году Подкомитет Сената США по здравоохранению и научным исследованиям провел серию слушаний, на которых армия США раскрыла факт проведения негласных исследований и показала их результаты. Армейские должностные лица отметили вспышку пневмонии в своих показаниях, но заявили, что любая связь с их экспериментами была абсолютно случайной. Армия указала, что ни в одной другой больнице не сообщалось о подобных вспышках, и у всех 11 жертв инфекция длительное время оставалась, несмотря на проведённый курс лечения, что позволяло выдвигать предположения, что источник инфекции находился внутри больницы и не являлся чем-то необычным.

## Иск семьи Невина
В 1981 году выжившие члены семьи Невина подали иск против федерального правительства, заявив, что оно проявило халатность и несёт ответственность за смерть Эдварда Дж. Невина, а также о финансовом и эмоциональном ущербе, причинённом жене Невина медицинскими расходами.
Суд низшей инстанции вынес решение против них в первую очередь потому, что не было доказано, что бактерии, использованные в эксперименте, причастны к смерти Невина. Семья Невина обжаловала иск в Верховном суде США, однако он отказался отменить решение суда низшей инстанции.

## Аналогичные проекты
На слушаниях подкомитета Сената в 1977 году армия США раскрыла также факты о проведении других исследовательских операций:
- С 1949 по 1969 годы натурные испытания биологических агентов проводились 239 раз. Армия заявила, что в 80 случаях экспериментов использовались живые бактерии, которые, как предполагали исследователи, не несут никакой серьёзной опасности для человека. Во всех остальных случаях для имитации бактерий использовались инертные химические вещества.
- В 1950-х годах армейские исследователи рассеяли Serratia в Панама-Сити и Ки-Уэст, Флорида, после чего никаких вспышек болезней обнаружено не было.
- В 1950-х годах армейские исследователи распылили сульфид цинка-кадмия (Канцерогенный агент) над Миннесотой и другими штатами Среднего Запада, чтобы посмотреть, насколько большое расстояние он может пролететь. Частицы сульфида были обнаружены в штате Нью-Йорк, что означало, что они преодолели приблизительно 1000 миль (1609 километров).
- В 1966 году в Нью-Йорке военные исследователи рассеяли модифицированную версию Bacillus subtilis (которая считалась безвредной) в системе метро. Учёные разбрасывали лампочки, наполненные бактериями, на путях станций в центре Манхэттена. Вскоре бактерии перенеслись на многие мили по всем веткам метрополитена. Армейские официальные лица пришли к выводу в отчёте за январь 1968 года, в котором написали, что: «Аналогичные скрытые атаки с использованием возбудителя болезни в периоды пиковой нагрузки метро могут подвергнуть большое количество людей заражению и последующему заболеванию или смерти».
- Во время секретного выпуска Bacillus globigii в мае 1965 года в Национальном аэропорту Вашингтона и на его автовокзале Greyhound Lines более 130 пассажиров подверглись воздействию бактерий и в течение двух недель после этого посетили 39 городов в семи штатах США, без видимых последствий[5].